# Stephanie de Milly
Stephanie de Milly, född cirka 1150, död 1197, var regerande dam av herredömet Oultrejordain i kungariket Jerusalem mellan 1169 och 1197.
Hennes make föll i Slaget vid Hattin och hennes son tillfångatogs av Saladin efter erövringen av Jerusalem 1187. Hennes territorier erövrades av Saladin åren efter Jerusalems fall. 